# Alexandra Palace
Alexandra Palace es un espacio histórico de ocio, cultura y entretenimiento, situado en Alexandra Park, en el norte de la ciudad de Londres, entre los distritos de Muswell Hill y Wood Green. Su construcción se terminó en 1873, aunque pocas semanas después de su inauguración  lo asoló un incendio. Se reabrió en 1875. 
Conocido inicialmente como "el palacio del pueblo" y más tarde como "Ally Pally", el Gran Palacio y el West Hall se utilizan normalmente para exposiciones, conciertos de música y conferencias organizados por el brazo comercial de la fundación propietaria del edificio y del parque. También existen un bar y pista de hielo.
A principios del siglo XXI se inició un plan para convertirlo en un complejo comercial de ocio que incluyera hotel, casino, pista de patinaje, cine, bolera y centro de exposiciones, que  contó con gran oposición del vecindario y que fue bloqueado por el Tribunal Supremo en 2007. Desde 2008 se celebra allí el campeonato Mundial de Dardos de la PDC y desde 2012 se celebra también el Masters de snooker.
Alexandra Palace se convirtió en edificio catalogado en 1996, a instancias del Hornsey Historical Society.